# Aéroport de Chapecó
L'aéroport de Chapecó (code IATA : XAP • code OACI : SBCH) est un aéroport situé à Chapecó, dans l'ouest de l'État de Santa Catarina, au Brésil.
Il dessert la ville de Chapecó et l'ouest de Santa Catarina.